# 若草物語 (2018年の映画)
『若草物語』（原題:Little Women）は2018年に公開されたアメリカ合衆国のドラマ映画である。監督はクレア・ニーダープルーム、主演はサラ・ダヴェンポートが務めた。本作はルイーザ・メイ・オルコットが1868年に発表した同名小説を原作としている。
なお、本作は日本国内で劇場公開されなかったが、Amazonによる配信が行われている。

## 概略
本作は『若草物語』の出版150周年を記念して、同作の再解釈を試みた作品である。舞台を現代に置き換えた上で、マーチ四姉妹の成長を描き出していく。

## キャスト
- サラ・ダヴェンポート - ジョー・マーチ
  - エイミー・リン・ジョンソン - 子供時代のジョー・マーチ
- アリー・ジェニングス - ベス・マーチ
  - リース・オリヴェイラ - 子供時代のベス・マーチ
- メラニー・ストーン - メグ・マーチ
- テイラー・マーフィ - エイミー・マーチ
  - エリーゼ・ジョーンズ - 子供時代のエイミー・マーチ
- ルーカス・グラビール - ローリー・ローレンス
- スチュワート・エッジ - ブルック
- イアン・ボーエン - フレディ・ベア
- リー・トンプソン - ミセス・マーチ
- バート・ジョンソン - パパ・マーチ
- アダム・ジョンソン - デューク
- マイケル・フリン - ミスター・ローレンス

## 製作
2017年4月27日、『若草物語』が映画化されることになり、リー・トンプソンとルーカス・グラビールが起用されたとの報道があった。6月、本作の主要撮影がユタ州のソルトレイクシティで始まった。同月8日、イアン・ボーエンとサラ・ダヴェンポートがキャスト入りしたと報じられた。

## 公開・マーケティング
2018年6月13日、本作のオフィシャル・トレイラーが公開された。14日、ピナクル・ピークとピュア・フリックス・エンターテインメントが共同で本作の全米配給を行うと報じられた。

## 興行収入
本作は『ナイトスクール』、『スモールフット』、『ヘル・フェスト』と同じ週に封切られ、公開初週末に100万ドルから150万ドルを稼ぎ出すと予想されていたが、実際の数字はそれを下回るものとなった。2018年9月28日、本作は全米643館で公開され、公開初週末に70万ドルを稼ぎ出し、週末興行収入ランキング初登場16位となった。

## 評価
本作に対する批評家からの評価は芳しいものではない。映画批評集積サイトのRotten Tomatoesには24件のレビューがあり、批評家支持率は29%、平均点は10点満点で4.86点となっている。サイト側による批評家の見解の要約は「『若草物語』は原作小説を現代版にアップデートしたもので、原作やその映画版に一度も触れたことがない人間の心には響くかもしれない。しかし、原作小説のファンから見れば、ずっと良い出来の映画化作品が他にある。」となっている。また、Metacriticには11件のレビューがあり、加重平均値は40/100となっている。